# Théâtre aux États-Unis

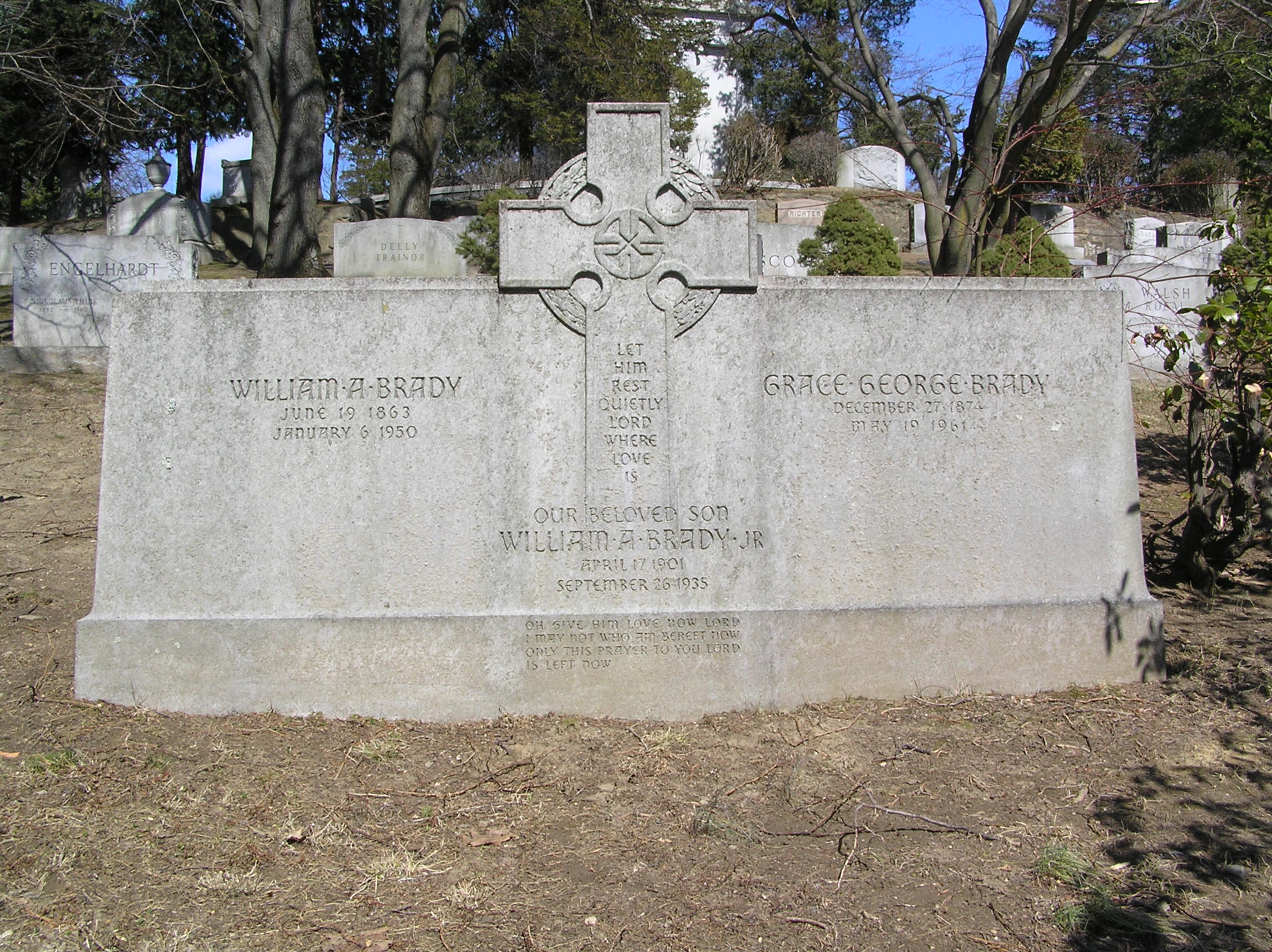
Tombe de William A. Brady au cimetière de Sleepy Hollow.

Le théâtre aux États-Unis plonge ses racines dans la tradition occidentale et emprunte ses bases au théâtre européen. La comédie musicale est la forme de théâtre la plus appréciée aux États-Unis, avec pour foyer principal Broadway à New York.

## Histoire

### Débuts
Les plus anciens témoignages sur le théâtre américain remontent à l'époque coloniale anglaise. Un théâtre existait déjà à Williamsburg en 1715, et on sait que Thomas Kean avait joué Richard III à New York en 1750. Le théâtre amateur s'est développé dès le XVIIe siècle. On sait que la troupe de Lewis Hallam, venant de Londres, se produisit à Williamsburg en 1752. C'est Lewis Hallam, Jr. qui fonda la "compagnie américaine" et ouvrit un théâtre à New York. Les puritains les plus radicaux condamnèrent l'expression théâtrale : des lois prohibant les représentations furent même appliquées dans le Massachusetts en 1750, en Pennsylvanie en 1759, et à Rhode Island en 1761.